# Marko Tuomainen
Marko Tuomainen (Kuopio, 25 aprile 1972) è un ex hockeista su ghiaccio e allenatore di hockey su ghiaccio finlandese che in carriera ha militato nella National Hockey League e in Lega Nazionale A.

## Carriera

### Club
Marko Tuomainen iniziò la sua carriera da giocatore di hockey su ghiaccio nella squadra della propria città, il KalPa, esordendo da professionista nella SM-liiga nella stagione 1989-90. Dopo un altro anno trascorso in Finlandia trascorse le quattro stagioni successive nella NCAA presso la Clarkson University. Nel corso di quegli anni fu selezionato in occasione dell'NHL Entry Draft 1992 al nono giro da parte degli Edmonton Oilers, squadra con cui esordì nella National Hockey League giocando quattro partite alla fine della stagione 1994-95.  Nelle due stagioni successive Tuomainen giocò nei farm team degli Oilers in American Hockey League,  i Cape Breton Oilers e gli Hamilton Bulldogs.
Nell'estate del 1997 Tuomainen tornò in patria per giocare con l'HIFK Helsinki in SM-liiga; al termine della stagione 1997-98 la squadra riuscì a conquistate il titolo nazionale. Il 20 giugno 1999  trovò un contratto da free agent in NHL con la franchigia dei Los Angeles Kings; nel corso della stagione 1999-2000 mise a segno 17 punti in 63 partite giocate. Nella stagione successiva non riuscì a trovare spazio nel roster dei californiani, e per la maggior parte dell'anno militò in AHL con la formazione affiliata dei Lowell Lock Monsters. Il 18 luglio 2001 nuovamente svincolato firmò un contratto annuale con i New York Islanders, con cui giocò tuttavia una sola partita; nel corso della stagione 2000-01 fece parte del roster dei Bridgeport Sound Tigers, squadra che raggiunse la finale della Calder Cup per poi essere sconfitta al termine della serie dai Chicago Wolves.
Dal 2002 al 2004 Tuomainen giocò per gli Espoo Blues nella SM-liiga, mentre successivamente si trasferì al Lausanne HC nella Lega Nazionale A svizzera. Per due stagioni giocò sempre nella LNA con gli SCL Tigers, oltre a un breve prestito al Bienne con cui vinse il titolo della Lega Nazionale B. Nel 2007 si trasferì in maniera definitiva al Bienne conquistando un altro titolo della LNB e la promozione in LNA; nel corso della stagione 2008-2009 giocò in prestito all'SC Langenthal. Dopo cinque stagioni trascorse in Svizzera Tuomainen firmò per la stagione 2009-2010 con l'HC Val Pusteria, squadra della Serie A italiana. Dopo una sola stagione scelse di ritornare in patria per concludere la propria carriera nella seconda divisione nazionale, la Mestis, con i KooKoo e il Kiekko-Vantaa. Nel 2012 si ritirò dall'attività agonistica per intraprendere la carriera da allenatore.

### Nazionale
Tuomainen dopo aver disputato un mondiale U20 esordì con la nazionale maggiore della Finlandia in occasione dei campionati mondiali del 1998, conquistando la medaglia d'argento. Giocò anche i due mondiali successivi, ottenendo un altro argento e un bronzo. Le ultime apparizioni in nazionale risalgono ad alcune amichevoli disputate durante l'Euro Hockey Tour.

## Palmarès

### Club
- Campionato finlandese: 1

HIFK: 1997-1998
- Lega Nazionale B: 2

Biel: 2005-2006, 2007-2008
- ECAC Hockey: 1

Clarkson: 1992-1993

### Individuale
- AHL All-Star Classic: 2

1996, 2001
- ECAC Hockey First All-Star Team: 2

1992-1993, 1994-1995